# Barra do Piraí
Barra do Piraí là một đô thị thuộc bang Rio de Janeiro, Brasil. Đô thị này có diện tích 578,471 km², dân số năm 2007 là 96282 người, mật độ 164,9 người/km².